# Saladins örn
Saladins örn i heraldiken syftar på örnen som Saladin valde som personlig symbol när han blev sultan av Egypten 1174. Saladin är känd för att ha återtagit Jerusalem från korsriddarna och örnen blev sedan därför symbol för Egypten och arabisk stolthet. Flera arabländer använder den i sina riksvapen.
En relief av Saladins örn finns på en vägg i Kairos citadell.

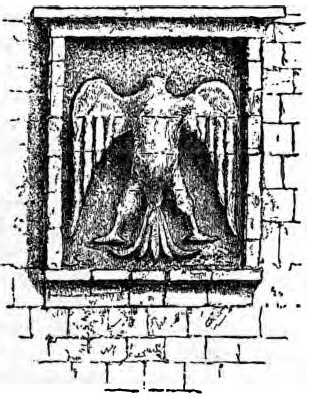
Relief av Saladins örn (huvudet saknas).